# غلي كارت (زلاغي الغربي)
غلي کارت (بالفارسية: گلی کرت) هي قرية تقع في إيران في قسم زلاغي الغربي الریفي.